# LZ 23 'ZVIII'
De ZVIII was een zeppelin.

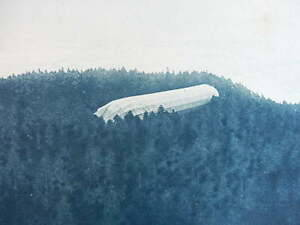
Zeppelin LZ 23 gecrashed in het bos van Badonviller

Hij werd op dezelfde vlucht als de Z VII op 21 augustus 1914, na een noodlanding achter de vijandelijke linies veroverd en geplunderd door Franse troepen.